# Preseak, Tărgoviște
Preseak (în bulgară Пресяк) este un sat în comuna Tărgoviște, regiunea Tărgoviște,  Bulgaria. 

## Demografie
Componența etnică a satului Preseak
     Turci (64,79%)
     Romi (18,87%)
     Nicio identificare (16,32%)
     Altele (0%)
La recensământul din 2011, populația satului Preseak era de 196 locuitori. Din punct de vedere etnic, majoritatea locuitorilor (64,79%) erau turci, cu o minoritate de romi (18,87%). Pentru 16,32% din locuitori nu este cunoscută apartenența etnică.